# 2004 AS1
2004 AS1 (også kendt under sit første midlertidige navn AL00667) er en nærjords-asteroide af typen apollo-asteroide med en diameter på 500 m, opdaget 13. januar 2004 og som passerede forbi Jorden den 15. januar 2004.
Den ordinære småplanet vakte opstandelse hos nogle astronomer, da de første og meget foreløbige data viste, at der var 25% risiko for en kollision med Jorden blot 27 timer senere. Heldigvis viste senere data at småplaneten ville passere uden om Jorden, og den passerede da også i en afstand svarende til ca. 32 gange afstanden mellem Jorden og Månen.